# Řadič domény
Řadič domény, doménový řadič (anglicky domain controller, DC) je server v počítačové síti, který odpovídá na autentizační požadavky v počítačové síťové doméně. Umožňuje přístup k prostředkům domény z dalších počítačů v doméně. Ukládá informace o uživatelských účtech, autentizuje uživatele a vynucuje doménovou bezpečnostní politiku. Obvykle je implementován v prostředí Microsoft Windows, kde je centrálním prvkem služby Windows Active Directory. Může být však navázán na doménové řadiče nepoužívající systém Windows pomocí softwaru pro správu identit, jako je Samba nebo FreeIPA firmy Red Hat.

## Software
Software a operační systém používaný pro provozování řadiče domény obvykle sestává z několika klíčových komponent sdílených různými platformami, mezi něž patří operační systém (obvykle Windows Server nebo Linux), služba LDAP (Red Hat Directory Server, atd.), služby pro synchronizaci času v síti (ntpd, chrony, atd.), a server pro autentizaci do počítačové sítě (obvykle Kerberos). Další komponenty, jako například služba PKI (certifikační služby Active Directory Certificate Services, DogTag, OpenSSL) a server DNS (Windows DNS nebo BIND) mohou být provozovány na stejném serveru nebo na jiném serveru připojeném do domény.

## Implementace
Řadiče domény jsou typicky implementovány jako cluster pro zajištění vysoké dostupnosti a maximalizaci spolehlivosti. V prostředí Windows slouží jeden řadič domény jako Primární doménový řadič (anglicky Primary Domain Controller, PDC); všechny ostatní servery, které PDC označuje také za řadiče domény, jako záložní doménové řadiče (anglicky Backup Domain Controller, BDC). V prostředích založených na unixových systémech slouží jeden stroj jako nadřízený řadič domény a ostatní jako replikační řadiče domény, které periodicky replikují informace v databázi z hlavního řadiče domény a ukládají je ve strukturách, které slouží pouze pro čtení.